# Jacek Grecki
Jacek Grecki (ur. 31 sierpnia 1977 we Wrocławiu) – polski kompozytor, gitarzysta, klawiszowiec, producent muzyczny i wokalista. Lider i założyciel deathmetalowej grupy muzycznej Lost Soul. Współpracował ponadto z zespołem Hollow Sign.
Grecki jest ceniony za technikę i wirtuozerię w grze na gitarze. Muzyk gra na gitarach firmy Ibanez oraz P.Kamecki. Przez kilka lat był właścicielem klubu muzycznego Diabolique we Wrocławiu. Od 2010 roku wykładowca w prywatnej szkole muzycznej o profilu rockowo-metalowym we Wrocławiu.

## Życiorys
W 1991 we Wrocławiu Jacek Grecki założył grupę muzyczną Lost Soul. Pierwsze nagrania zespołu ukazały się na demie pt. Eternal Darkness. Kolejne demo pt. Superior Ignotum ukazało się w rok później. Pierwsze sukcesy zespół zaczął odnosić dopiero pod koniec lat 90. XX wieku. W 2000 roku został wydany pierwszy studyjny album grupy pt. Scream of the Mourning Star. W Polsce wydany przez Metal Mind Productions. Na świecie płyta ukazała się dzięki Relapse Records. Album spotkał się z entuzjastycznym przyjęciem zarówno fanów jak i krytyki.
W maju 2002 roku grupa podpisała kontrakt płytowy z polską wytwórnią Empire Records opiewający na wydanie drugiej płyty pt. Ubermensch (Death of God). W kwietniu 2004 roku w białostockim Hertz Studio grupa nagrała album pt. Chaostream na którym zespół po raz pierwszy zdecydował się wykorzystać 7-strunowe gitary. Album wydany został w 2005 roku. Pod koniec 2009 roku ukazał się czwarty album pt. Immerse in Infinity.

## Instrumentarium
- P.Kamecki Infinity 7 string (Signature Model)[4]
- Engl Fireball 100[4]
- Laboga Cables[4]
- Morley Bad Horsie 2[4]
- Whammy 4 Digitech[4]
- Digital Delay BOSS[4]
- Noise Suppressor BOSS[4]
- Shure SM 58[4]

## Dyskografia
- Devilish Impressions - Simulacra (2012, Icaros Records, gościnnie)[10]